# 葆拉-梅·威克斯
葆拉-梅·威克斯（英語：Paula-Mae Weekes；1958年12月23日—），是千里達及托巴哥政治人物和現任總統。她在2018年3月19日就任，是該國首位女性總統。